# John Deere

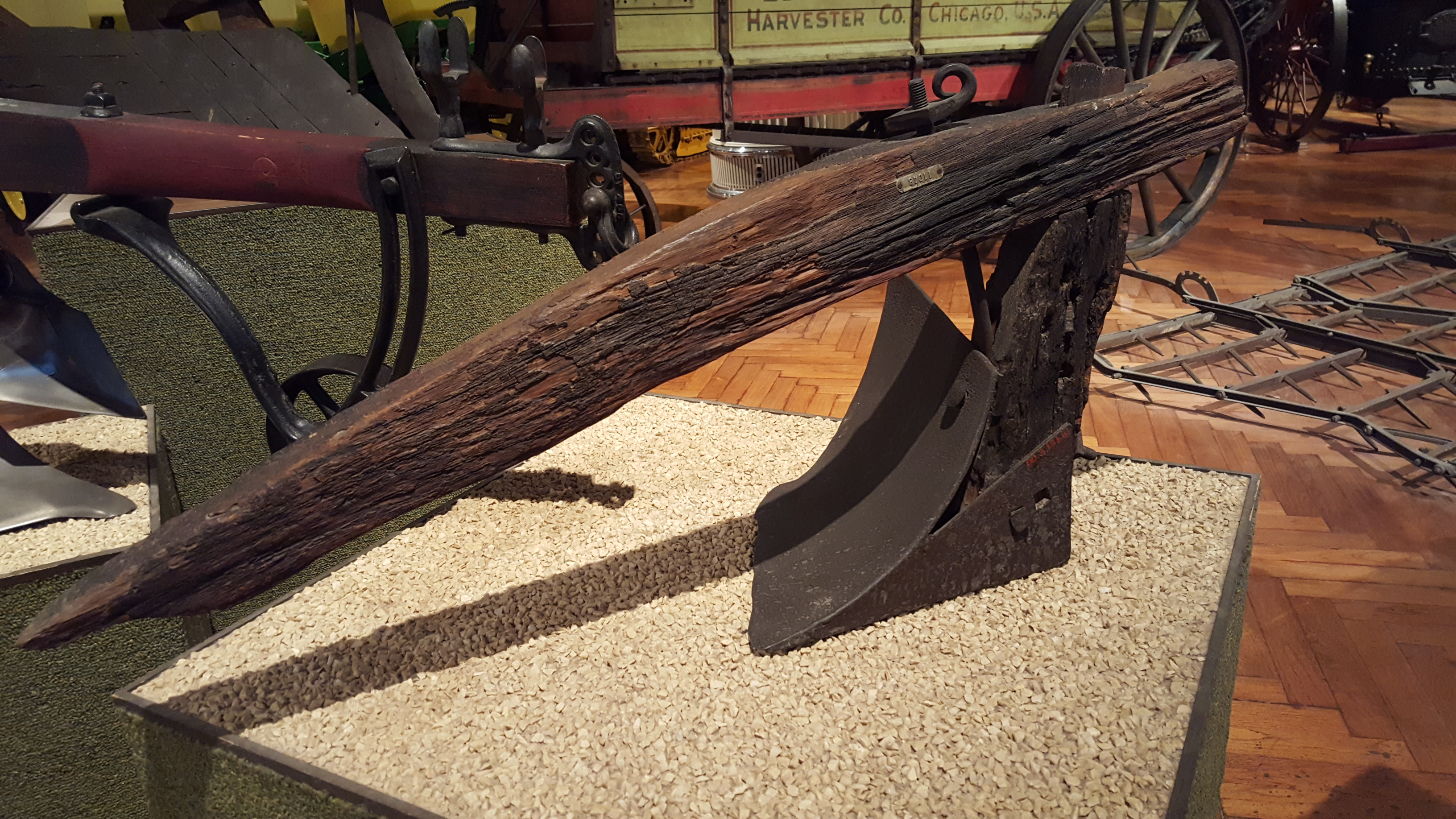
Uno dei primi aratri prodotti da John Deere, circa 1845, ora esposto all'Henry Ford Museum

John Deere (Rutland, 7 febbraio 1804 – Moline, 17 maggio 1886) è stato un imprenditore statunitense, fondatore della Deere & Company.

## Biografia
Imparata l'arte del fabbro, iniziò a fabbricare forconi e badili. Nel 1836 lasciò il Vermont per trasferirsi a Grand Detour nell'Illinois, dove vi erano maggiori possibilità commerciali per l'incipiente sviluppo agricolo del Midwest. A quell'epoca gli agricoltori disponevano solo di aratri leggeri adatti a terreni sabbiosi delle regioni orientali degli Stati Uniti e non a quelli pesanti, compatti ed appiccicosi del Midwest.
Nel 1837 per fornire gli agricoltori di uno strumento adatto, realizzò un aratro con vomere e versoio in un unico pezzo di acciaio in grado di tagliare la zolla di terra, rivoltarla e autopulirsi durante l'aratura. Questo sviluppo dell'aratro risolse uno dei maggiori problemi che si presentavano ai coloni  e dette un significativo contributo allo sviluppo agricolo del Midwest. Il nuovo tipo di aratro era in grado di fare in modo semplice solchi ben definiti e questo ne decretò il successo in brevissimo tempo.
Deere iniziò una regolare produzione e non solo su ordinazione, come era in uso al tempo. Nel 1842 fabbricò 1.000 aratri all'anno, nel 1843 iniziò a importare acciaio speciale dall'Inghilterra e nel 1846 concluse un contratto per la fornitura di grandi quantità di acciaio con la Jones & Quiggs Steel Works di Pittsburgh.
La fabbrica venne trasferita a Moline (Illinois) nel 1847 e tre anni dopo produceva 1.200 aratri all'anno, per passare a 5.000 aratri all'anno nel 1857.